# 讷伊桥
48°53′12″N 2°15′17″E / 48.88667°N 2.25472°E
讷伊桥（法語：Pont de Neuilly），是位于法国巴黎塞纳河畔讷伊、库尔贝瓦和皮托交汇处塞纳河上的一座公路铁路两用桥，法国13号国道和巴黎地铁1号线从桥上通过。
讷伊桥最早建于1606年，为木制结构。1774年，法国国立桥梁与道路学校创始人让-鲁道夫·佩罗内将其重建为一座219米长五拱桥，至今佩罗内的石像仍在桥边竖立。1936年至1942年间，讷伊桥被逐渐毁坏。1942年，金属制讷伊桥建成。1992年，为建设巴黎地铁1号线延伸段，讷伊桥进行了改造。
讷伊桥位于巴黎历史轴上。